# Ludwik Fryderyk zu Hohenlohe-Neuenstein-Öhringen
Ludwik Fryderyk Karol zu Hohenlohe-Neuenstein-Öhringen (ur. 23 maja 1723 w Öhringen, zm. 27 lipca 1805 tamże) – ostatni książę Hohenlohe-Neuenstein-Öhringen i Hohenhole-Neuenstein-Gleichen. Od 1796 senior rodu Hohenlohe.
Był odznaczony polskim Orderem Orła Białego i waldenburskim Orderem Feniksa.
Syn księcia Jana Fryderyka II i jego żony Doroty.
28 stycznia 1749 poślubił księżniczkę Zofię Amelię Karolinę z Saksonii-Hildburghausen. Ich jedynym dzieckiem był zmarły w niemowlęcym wieku Karol Ludwik.